# オットー・ヴァイト
オットー・ヴァイト（Otto Weidt, 1883年5月2日 - 1947年12月22日）は、ベルリンの盲人の福祉作業所の所有者。ドイツ、ロストックの生まれ。確信的な反ナチス主義者で、ホロコーストの時代に多数のユダヤ人の命を救った。没後、諸国民の中の正義の人としてその名誉を称えられた。

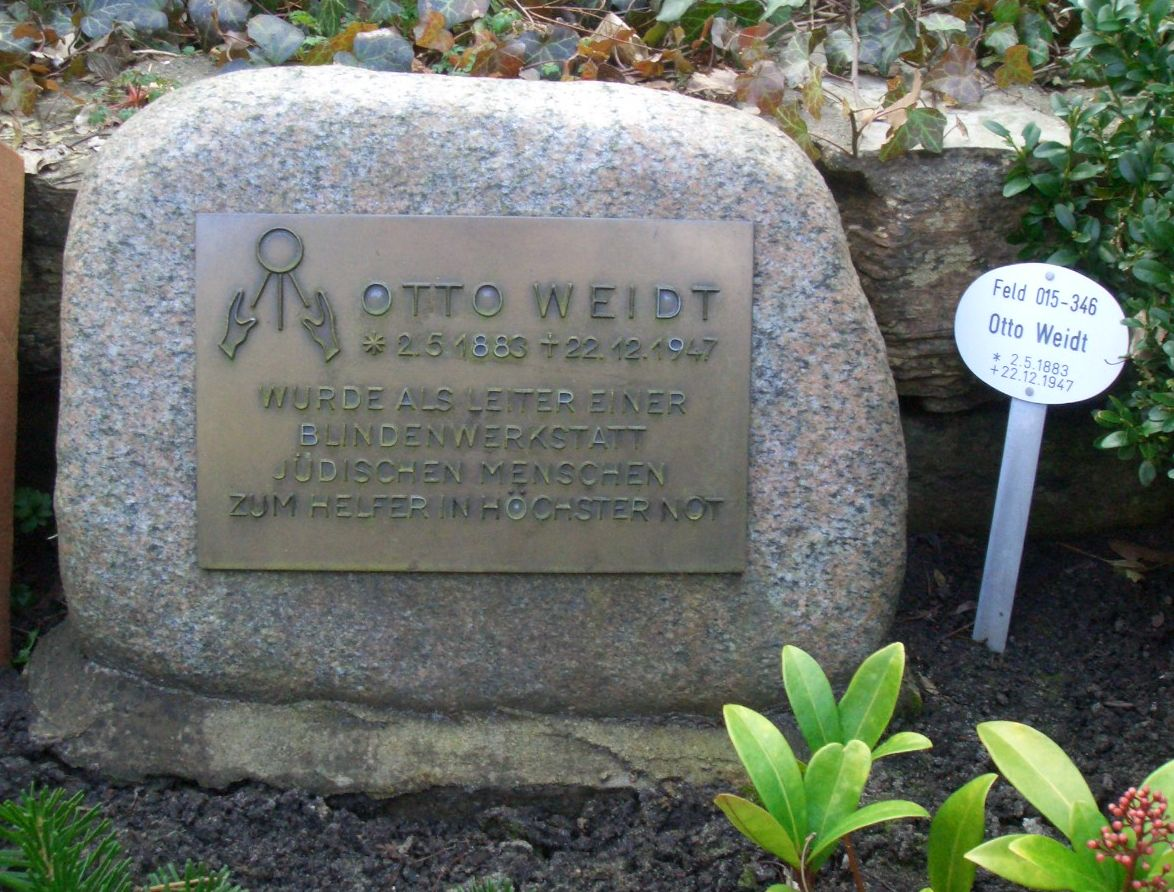
ベルリンのにある彼の墓碑、ベルリン市より栄誉墓碑の称号を与えられている

## 生涯

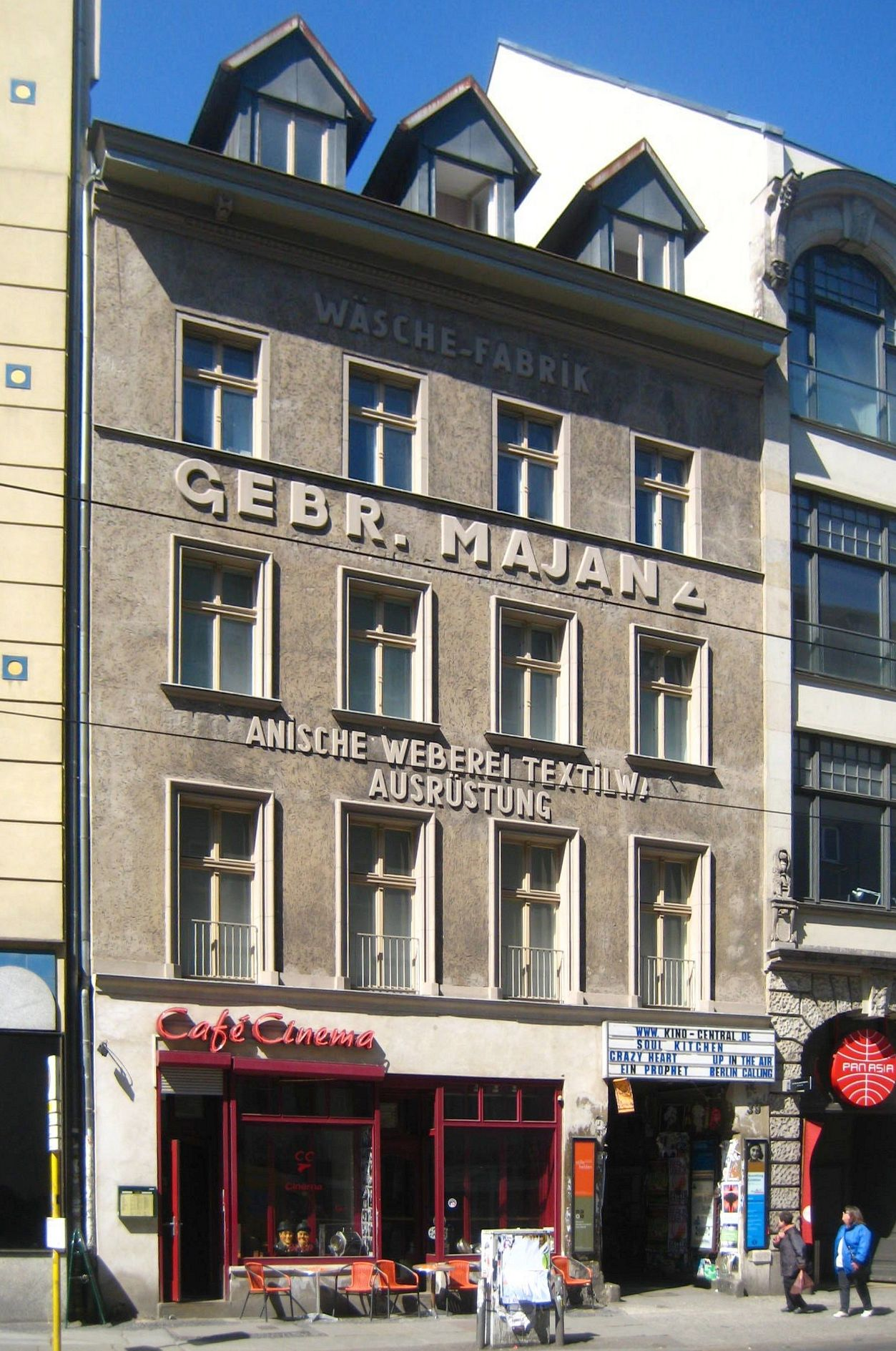
39番、ヴァイトの作業所があったところ

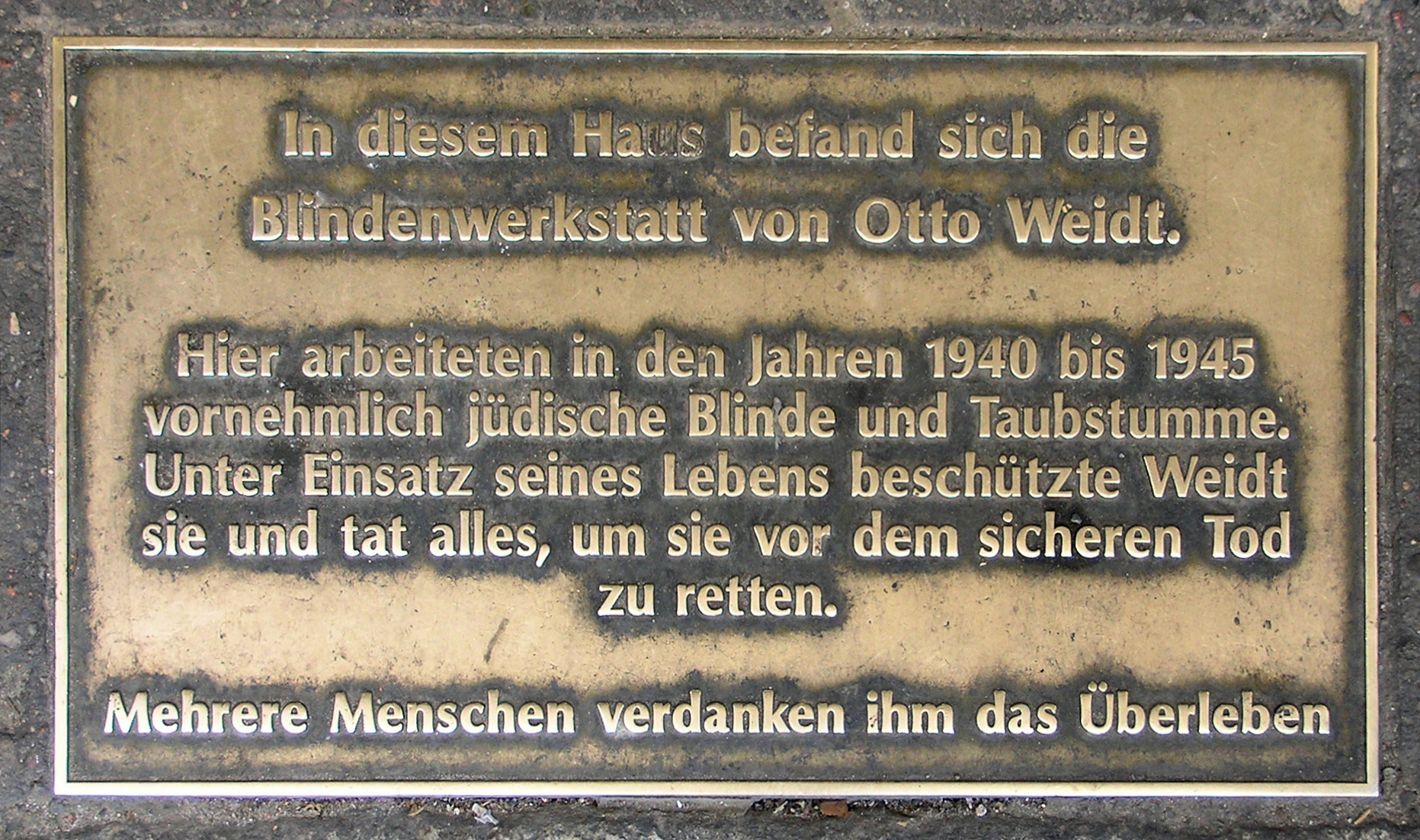
ヴァイトを顕彰するプレート

彼の誕生後、家族はベルリンに転居。彼はベルリンで父親と同様に、壁塗り職人、椅子張り職人としての技術を身に付けた。1912年に結婚、2人の息子を持ったが、1921年に離婚。第一次世界大戦の幕開けと共に、確信をもった平和主義者となり、また聴覚障害があったため兵役は免れた。ただし戦争の末期になって衛生兵として召集を受けた。40歳を過ぎた頃から、ヴァイトは目に異常を感じるようになり、その後視力は急速に低下、42歳前後で失明した。全盲ではなく、物の形がぼんやり分かる程度の視力は残っていたらしい。彼はベルリン盲学校に通い、職業訓練を受けた。さまざまな職種の中で、ヴァイトは箒とブラシ製作を選んだ。1931年頃までに彼は箒とブラシ製作で生計を立てられるまでになった。この頃、三番目の妻となるエルゼ・エルナ・ナストと出会う。二番目の妻ヨハンナとは、1928年3月に離婚が成立している。エルゼは、当時クーアヒュルステンダム通りの最新モードの婦人服を扱う店で帽子職人をしていた。1936年、二人は結婚。1936年、クロイツベルク地区のグロースベーレン通り92に作業所を設ける。従業員を雇えるようになったのは、1939年以降それまでは夫婦二人でほそぼそとやっていた。
1940年代の初め、彼はローゼンターラー通り39番に、当時の視覚障碍者の代表的な仕事であった箒とブラシの製造工場を作った。ブラシは国防に必要な兵器の整備に不可欠として、生産物を国防軍に納入する「戦争遂行上必要な企業」という認可をナチスから得る事に成功した。ユダヤ人が強制労働を義務付けられるようになった時、彼らを30人雇用した。彼らのほとんどが視覚障害、もしくは聴覚障害を持っていた。
当時のベルリンのユダヤ人は半数が国外に逃亡したが、一家で亡命しようにも障碍者だけ受け入れを拒否され家族と離れて残らざるを得ないような時代だった。ヴァイトはこの工場を“たてまえ”に使い、ナチスへの協力・賄賂を贈る・書類や身分証明の偽造など、あらゆる手段を利用して逃げ場が無いユダヤ人の障碍者を助けようとした。
1943年2月27日、ファブリークアクツィオーン（「工場作戦」）により警察の車がベルリンのユダヤ人を一斉検挙し、収容所行きの貨物列車に乗せた。これでベルリンから連れさらわれたユダヤ人は1万1千人に及んだ。ヴァイトは警戒して事前に作業所を閉めていたが、従業員達の多くは連行された。どうにか救う事ができた従業員は、インゲ・ドイチュクローン、ハンス・イズラエロヴィッチ、そしてアリス・リヒトの3人だった。
ヴァイトはホルン家の人たちを作業所の奥の部屋に、アリスとその両親は倉庫に匿った。インゲはクリーニング屋の夫妻に匿ってもらった。しかし9ヶ月後にホルンは昔の友達に会い、暮らしぶりや隠れ家の事を話してしまう。その旧友は実は密告者で、すぐに秘密警察が来てホルン家の人たちとアリス達も捕えられた。インゲは見つけられずに済んだ。
従業員達を連れ去られてもヴァイトは諦めず、収容所に小包で食料を送ろうとした。彼が従業員達に送った小包は合計150にも達した。大変な努力の末、少なくとも25人が食料を手にすることができた。
戦争の終結直前、彼はアウシュヴィッツ強制収容所に出かけ、女友達のアリスの逃亡に協力した。中には入れなかったので収容所に出入りできる男を探し出して賄賂を渡し、包帯・薬・手紙を密かに届けてもらった。グロース・ローゼン強制収容所への「死の行進」を命じられた際に逃亡に成功したアリスは、ヴァイトが借りた部屋にたどり着き、用意されていた洋服とお金でベルリンに戻る事ができた。ヴァイトのアパートは爆撃で破壊されていたが、アリスは終戦まで匿ってもらい米国のビザを取得できた。アリスの両親は生還できなかった。
ベルリンが陥落し収容所は解放されたが、ホロコーストの犠牲者は600万人にも達し、懸命に守ろうとした従業員達もほとんどは収容所で命を落としていた。ヴァイトは絶望したが、決して諦めはしなかった。戦後はユダヤ人の孤児のために孤児院を、また強制収容所を生き延びた人たちのための老人ホームを設置するのに尽力した。ヴァイトは1947年12月に死去した。
1971年9月7日、ヤド・ヴァシェムはヴァイトを諸国民の中の正義の人と認定した。
1993年、インゲ・ドイチュクローンの提唱により、ローゼンターラー通り39の家の壁に、ヴァイトを顕彰するプレートが設置された。彼のかつての住居は、今日ではドイツのナチスへの抵抗運動を記念する記念館となっている。

## 映像作品
- シリーズ戦後70年 障害者と戦争　ナチスから迫害された障害者たち （２）ある視覚障害者の抵抗 NHK ハートネットTV 2015年8月26日放送 (再放送2015年9月2日)

- 「盲人の英雄オットー・ヴァイトの愛（ドイツ語: Ein blinder Held – Die Liebe des Otto Weidt）」 2014年 ドイツ、ヴィンセントTV制作、放映時間90分。

- (上記 DVD) ASIN B00OKJQY84 Ein blinder Held - Die Liebe des Otto Weidt